# 費爾菲爾德鎮區 (明尼蘇達州斯威夫特縣)
費爾菲爾德鎮區（英語：Fairfield Township）是位於美國明尼蘇達州斯威夫特縣的一個行政鎮區，於1872年設立。

## 地方資料
費爾菲爾德鎮區的面積為93.11平方千米，當中陸地面積為92.82平方千米，而水域面積為0.28平方千米。根據2020年美國人口普查的數據，當地共有人口114人，而人口密度為每平方千米1.22人。